# 小鹿姐姐
郏捷（1974年3月24日—），主持名小鹿、小鹿姐姐，祖籍北京，生于内蒙古自治区呼和浩特市，毕业于北京广播学院（现中国传媒大学）及中国科学院大学。1994年3月进入中国中央电视台，担任动画专栏节目《红黄蓝》主持人出名。目前仍担任央视少儿节目的主持人。

## 简历
郏捷从北京广播学院毕业后，于1994年3月进入中国中央电视台动画部，主持动画专栏节目《红黄蓝》，同年7月担任《动画城》的主持人。2003年12月28日，中国中央电视台少儿频道开播，郏捷担任《动画梦工场》的主持人，还多次主持过六一晚会。另外，郏捷还担任央视少儿节目责任编辑、编导、制作人等职务。

## 主持
- 《红黄蓝》
- 《动画城》
- 《动画梦工场》
- 《银河剧场》
- 《快乐体验》
- 《六一晚会》

## 配音
- 《动物狂欢节》
- 《斑马总动员》[3]

## 奖项
- 2004年：少儿频道最受欢迎主持人奖
- 2005年：中央电视台优秀女职工
- 2007年：“央视20佳主持人”称号